# Нікорник білобровий
Ніко́рник білобровий (Apalis ruddi) — вид горобцеподібних птахів родини тамікових (Cisticolidae). Мешкає на сході Південної Африки.

## Підвиди
Виділяють три підвиди:
- A. r. ruddi Grant, CHB, 1908 — південно-східна частина Мозамбіку;
- A. r. caniviridis Hanmer, 1979 — південь Малаві;
- A. r. fumosa Clancey, 1966 — південь Мозамбіку і схід ПАР;

## Поширення і екологія
Білоброві нікорники поширені в Малаві, Мозамбіку і ПАР. Вони живуть у сухих тропічних лісах і вологих чагарникових заростях.